# 岩佐浩明
岩佐 浩明（いわさ ひろあき、1987年6月27日 - ）は、日本のファッションデザイナー、アートディレクター、DJ。文化服装学院ファッションディレクター専攻卒。

## 略歴
11歳からナイトクラブに通うようになり、そのクラブでかかっていたHouse Musicに感銘を受け自身もDJとして東京を中心に活動する。
2010年には下北沢WEDGEのブッキングマネージャーとしてイベントの運営にも携わり、ダンスミュージックシーンへの造詣を深める。
2015年に東京・吉祥寺から長崎の雲仙に移住し、完全招待制のショップ「Port Side Laboratory」と夫婦2人でデザイン、縫製を行うアパレルブランド「nancoi」を運営する。
2018年からは本格的にアートディレクターとして商品のパッケージやイベントのディレクションを手がける。
（https://www.nbc-nagasaki.co.jp/apple/contents/iwasasann/ 参照）